# Гоито
Гоито (итал. Goito) је насеље у Италији у округу Мантова, региону Ломбардија.
Према процени из 2011. у насељу је живело 5538 становника. Насеље се налази на надморској висини од 38 м.

## Становништво
| 1936. | 1951. | 1961. | 1971. | 1981. | 1991. | 2001. | 2011.  |
| ----- | ----- | ----- | ----- | ----- | ----- | ----- | ------ |
| 8.967 | 9.750 | 9.066 | 8.927 | 9.122 | 9.189 | 9.559 | 10.289 |

## Партнерски градови
- Бајенфурт